# Zespół przyrodniczo-krajobrazowy „Żabie Doły”
Zespół przyrodniczo-krajobrazowy Żabie Doły – zespół przyrodniczo-krajobrazowy położony na Górnym Śląsku, na granicy miast: Bytomia, Chorzowa  i Piekar Śląskich o powierzchni 226,2 ha.

## Tło historyczne
Poprzemysłowy krajobraz Żabich Dołów tj. zbiorniki wodne (dawne osadniki poflotacyjne  Zakładów Górniczo-Hutniczych Orzeł Biały), zapadliska, czy hałdy powstał w wyniku m.in. eksploatacji górniczej rud cynkowo-ołowiowych, osiadania terenu w wyniku wydobycia węgla kamiennego przez kopalnię Barbara-Chorzów.

## Ochrona przyrody, flora i fauna
Zespół przyrodniczo-krajobrazowy został utworzony w 1997 roku rozporządzeniem Wojewody Katowickiego w celu ochrony siedlisk zwierząt, głównie ptaków wodnych. Ornitolodzy oznaczyli tutaj 129 gatunków ptaków, w tym 76 gatunków ptaków lęgowych, z których 17 gatunków jest nielicznych w skali Górnego Śląska.
Z ptaków najbardziej interesujące jest duże zagęszczenie populacji lęgowej bączka – gatunku zagrożonego wyginięciem w regionie. Oprócz bączka występują tu również: bąk, bażant, błotniak stawowy, cyraneczka, czajka, dzięcioł duży, kowalik, kuropatwa, łabędź niemy, mazurek, perkoz dwuczuby, perkoz rdzawoszyi i perkoz zausznik, pliszka siwa i pliszka żółta, pustułka, remiz, słowik rdzawy, sowa uszata, szczygieł, zięba. Gatunki lęgowe występujące w Żabich Dołach stanowią około 30 procent wszystkich gatunków ptaków lęgowych w Polsce.
Ze ssaków występują: jeż wschodni, kret europejski, ryjówka aksamitna, rzęsorek rzeczek, badylarka, chomik europejski, darniówka zwyczajna, karczownik ziemnowodny, mysz leśna i mysz polna, nornik zwyczajny, piżmak, lis rudy, łasica, kuna domowa i kuna leśna, tchórz zwyczajny, zając szarak, oraz (przejściowo) sarna i dzik.
Występuje tu także kilkaset gatunków owadów, 12 gatunków ślimaków oraz 9 gatunków płazów.
Żabie Doły ubiegają się o status rezerwatu.
W 2012 roku Rolnicza Spółdzielnia Produkcyjna Maciejkowice przekazała miastu Chorzów 53 ha gruntów leżących na obszarze Żabich Dołów.

## Kolej
Przez teren Żabich Dołów po nasypie kolejowym funkcjonowała linia kolejowa nr 145 Radzionków - Jup - Chorzów Stary oraz dwutorowa linia wąskotorowa. Część nasypu linii 145 rozebrano i miasto podczas rewitalizacji urządziło na nim (oraz na terenie rozebranej linii wąskotorowej) za zgodą ówczesnego właściciela czyli PKP utwardzone ścieżki spacerowe ze specjalnej substancji mineralno-żywicznej. Mają one długość około 9 450 metrów. W 2022 roku nowy właściciel nasypów firma JK Technology z Bytomia poinformowała miasto, że planuje rozebrać nasyp, aby odzyskać znajdujące się tam kruszywo. Przy tej okazji zaplanowano wycięcie 860 drzew. Temu projektowi sprzeciwili się mieszkańcy, prezydent i Rada Miasta Chorzowa. Sprzeciw prezydenta miasta uchylił wojewoda śląski Jerzy Wieczorek. W maju 2023 roku zostało wszczęte w tej sprawie postępowanie administracyjne.